# Michiel Elijzen
Michiel Elijzen (Culemborg, 31 agosto 1982) è un dirigente sportivo ed ex ciclista su strada olandese, professionista dal 2006 al 2010; dal 2019 è direttore sportivo del Team DSM, già Sunweb.

## Palmarès

### Strada
- 1999 (Juniores)

Classifica generale Ster van Zuid-Limburg
- 2000 (Juniores)

Tour de Lorraine Junior
- 2004 (Rabobank TT3, una vittoria)

Omloop der Vlaamse Gewesten
- 2005 (Rabobank Continental, una vittoria)

2ª tappa, 1ª semitappa Triptyque des Monts et Châteaux (Leuze-en-Hainaut, cronometro)
- 2007 (Cofidis, una vittoria)

Prologo Eneco Tour (Hasselt > Hasselt, cronometro)
Duo Normand (cronocoppie, con Bradley Wiggins)

## Piazzamenti

### Grandi Giri
- Giro d'Italia

2010: 111º

### Classiche monumento
- Milano-Sanremo

2007: 160º
2010: ritirato
- Giro delle Fiandre

2007: ritirato
- Parigi-Roubaix

2007: ritirato
2009: ritirato

### Competizioni mondiali
- Campionati del mondo

Plouay 2000 - In linea Junior: 33º